# Баткович (концентрационный лагерь)
Баткович (сербохорв. Batković) — концентрационный лагерь, организованный боснийскими сербами в одноимённом селении в общине Биелина и действовавший с 1992 по 1996 год, во время Боснийской войны. Считается, что это был первый концентрационный лагерь в Боснийское войне, созданный для боснийских (мусульманских) и хорватских мужчин, женщин и детей в рамках этнических чисток районов, находившихся под контролем боснийских сербов. Заключённые содержались в двух больших амбарах и подвергались пыткам, лишались пищи и воды, их заставляли рыть траншеи, перевозить боеприпасы на передовую, работать на полях и заводах и хоронить погибших. Они также подвергались ежедневным избиениям и сексуальным посягательствам.
Хотя считается, что лагерь был создан в период с 1 апреля по июнь 1992 года, его существование было подтверждено иностранной прессой только в августе 1992 года. Группа правозащитников из Human Rights Watch посещали лагерь дважды в августе 1992 года, где им было разрешено общаться с заключёнными, но те были слишком напуганы, чтобы делиться какой-либо информацией о происходящем там.
В обвинительном заключении МТБЮ против бывшего генерала боснийских сербов Ратко Младича сообщалось, что по меньшей мере шесть заключенных были убиты во время функционирования лагеря, а многие другие были изнасилованы или подверглись иным физическим и психологическим надругательствам. Боснийские источники утверждают, что с 1992 по начало 1996 года в лагере погибло 80 заключённых.
2 марта 2012 года в суде Биелины начался процесс над четырьмя бывшими охранниками концлагеря (над Джоко Паичем, Петаром Дмитровичем, Джордже Крстичем, Любомиром Мишичем). Они были обвинены в жестоком обращении и избиении боснийских заключённых. Дмитрович был опознан свидетелями как комендант лагеря, Паич — как его преемник, Крстич — как замена Паича, а Мишич — как начальник охраны. Суд шёл более двух лет.
Другой серб, Глигор Бегович, был арестован в Рогатице по обвинению в военных преступлениях 28 апреля 2014 года. Суд над ним начался 26 ноября 2014 года. Бегович был обвинён в преступлениях, совершённых против босняков в концлагере Баткович в 1992 году. Ему также вменялось участие в избиениях вместе с другими охранниками, которые привели к гибели нескольких заключённых. 9 декабря 2015 года Бегович был приговорён к 13 годам лишения свободы.